# Dysstroma casloata
Dysstroma casloata är en fjärilsart som beskrevs av Taylor 1910. Dysstroma casloata ingår i släktet Dysstroma och familjen mätare. Inga underarter finns listade i Catalogue of Life.